# Хартхайм
Хартхайм  (нем. Schloss Hartheim) — замок XVI столетия, находящийся возле города Линц, в горной части Австрии, образец ренессансной архитектуры. Во время Второй Мировой войны в нём находился центр насильственной эвтаназии нацистской Германии и воплощался один из этапов так называемой «Акции Т-4», инициированной рейхскомиссаром здравоохранения Карлом Брандтом по приказу Гитлера. В ходе этой акции нацистами уничтожались инвалиды, душевнобольные и люди с ограниченными возможностями.

## История замка
Первые владельцы Хартхайма известны с XII века. Строительство замка Хартхайм было закончено в 1600 году, его владельцем в это время был императорский советник Якоб Аспан фон Хаг, получивший титул барона в 1595 году. Упадок замка начался в 1896 году, когда хозяин замка Камилло Генрих Фюрст Штархемберг перевез ценную мебель и элементы интерьера в свою резиденцию в Эфердинге. В 1898 году в нём был организован благотворительный и лечебный центр, в котором находились душевнобольные, за которыми ухаживали католические монахини из монашеской конгрегации паллотинок.
Перед началом II Мировой войны на переломе 1938—1939 гг. замок Хартхайм и его окрестности стали использоваться германскими нацистами как один из главных центров насильственной эвтаназии нацистской Германии. Проживавшие здесь ранее больные были насильственно уничтожены. В 1940—1944 гг. в замке было убито около тридцати тысяч инвалидов и лиц с умственными недостатками. Зимой 1944—1945 гг. нацистский институт насильственного умерщвления был ликвидирован. В 1948 году в замке снова начало действовать благотворительно-лечебное учреждение. В 1968 году благотворительное общество переехало в другое помещение, расположенное возле замка. С 2003 года в замке был организован музей, посвящённый жертвам нацистского режима.